# Idalus albescens
Idalus albescens är en fjärilsart som beskrevs av Rothschild 1909. Idalus albescens ingår i släktet Idalus och familjen björnspinnare. Inga underarter finns listade i Catalogue of Life.